# Variété de Hadamard

Représentation possible d'une variété de Hadamard (de dimension 2) : espace courbe dans lequel les notions de géométrie euclidienne sont déformées avec des « droites » qui s'écartent constamment (les géodésiques).

En géométrie riemannienne, une variété de Hadamard est une variété riemannienne complète, simplement connexe et de courbure sectionnelle négative ou nulle. En termes imagés, il s'agit d'une variété (sorte d'« espace courbe ») dans laquelle les géodésiques (analogues des « lignes droites ») issues d'un point donné, s'éloignent indéfiniment du point de départ et aussi les unes des autres.
Les premiers exemples de variétés de Hadamard sont l'espace euclidien de dimension n, qui est de courbure nulle, et l'espace hyperbolique de dimension n, qui est de courbure constante strictement négative.
Comme dans ces deux exemples, on peut définir de façon générale sur la variété de Hadamard une notion de points à l'infini. On peut aussi généraliser la notion de centre de masse, chercher l'analogue de l'inégalité isopérimétrique, ...
Les variétés de Hadamard servent de modèle dans l'étude de l'ensemble des variétés à courbure négative
(quitte à les compléter) ;
on peut en effet faire apparaître ces dernières comme des quotients de variétés de Hadamard par un sous-groupe discret. Il est donc intéressant, partant d'une variété de Hadamard, d'étudier ses isométries et les groupes d'isométries.

## Géométrie des variétés de Hadamard

### Théorème de Cartan-Hadamard
Le résultat fondamental qui conduit à l'introduction du concept de variété de Hadamard est le théorème de Cartan-Hadamard,.
Il affirme notamment qu'une variété riemannienne M complète, simplement connexe, qui a une courbure sectionnelle toujours négative, est difféomorphe à l'espace euclidien {\displaystyle {\mathbb {R} }^{n}}. Et plus précisément, pour chaque point m, l'application exponentielle de base m constitue tel difféomorphisme.
Le théorème donne plus généralement la topologie des variétés complètes à courbure négative, sans l'hypothèse de simple connexité : ce sont des quotients de variétés de Hadamard par un sous-groupe discret. Ceci justifie que l'étude des variétés de Hadamard forme en elle-même un des pans essentiels de l'étude des variétés à courbure négative.

### Géométrie de la variété

Un triangle géodésique. On notera a,b,c les longueurs des côtés opposés à A,B,C.

Dans une variété de Hadamard, on retrouve de nombreux résultats qui rappellent les théorèmes d'incidence de la géométrie euclidienne, en remplaçant la notion de droite par celle de géodésique : deux points peuvent toujours être joints par une unique géodésique, qui réalise la distance minimale entre ces points ; on parle alors de segment joignant les points. On peut également généraliser la demi-droite de la géométrie euclidienne : c'est le rayon géodésique issu d'un point et dirigé par un vecteur tangent. L'habitude est de munir ces géodésiques d'un paramétrage normal (c'est-à-dire à vitesse uniforme 1), de sorte que tout le long d'une géodésique {\displaystyle \Gamma }, l'on a 
{\displaystyle d{\big (}\Gamma (t),\Gamma (t'){\big )}={\big |}t-t'{\big |}.}
On peut encore parler d'angle entre deux rayons issus d'un même point, qui est l'angle entre les vecteurs vitesse initiale. Dans un triangle, la somme des angles est toujours inférieure à {\displaystyle \pi }. La loi des cosinus qui relie habituellement les longueurs et les angles des trois côtés est remplacée par une inégalité,
{\displaystyle c^{2}\geq a^{2}+b^{2}-2ab\ \cos \ \gamma .}

### Résultats de convexité
Dans le cadre des variétés de Hadamard, les fonctions convexes sont définies relativement à la notion de segment géodésique : une fonction f est convexe quand la fonction lue le long de tout segment géodésique (ce qui se fait en effectuant la composée {\displaystyle f\circ \gamma } où {\displaystyle \gamma } paramètre le segment) est convexe.
La convexité joue un rôle important dans les preuves concernant les variétés de Hadamard. Ainsi on prouve que la norme d'un champ de Jacobi, ou aussi le carré de cette norme, est convexe. Et cela sert à établir le théorème de Cartan-Hadamard cité plus haut.
L'application de distance à un point, l'application distance vue comme une fonction de deux variables, sont des applications convexes. En outre leur carré est une fonction convexe et régulière,.
Si {\displaystyle h} est une isométrie de M, la fonction de déplacement {\displaystyle m\mapsto d(m,h(m))} est elle aussi convexe,.
Les fonctions de Busemann constituent une famille de fonctions très utiles pour analyser le comportement asymptotique des géodésiques. Si {\displaystyle \gamma } est un rayon géodésique et {\displaystyle x} un point quelconque de la variété, on peut toujours définir
{\displaystyle B_{\gamma }(x)=\lim _{t\to \infty }{\big (}d(\gamma (t),x)-t{\big )}}
puisqu'il s'agit de la limite d'une fonction décroissante minorée. On peut le voir comme une analyse de la distance en termes asymptotiques
{\displaystyle d(\gamma (t),x)=t+B_{\gamma }(x)+\mathop {o} \limits _{t\to +\infty }(1)}
La fonction de Busemann d'un rayon géodésique est alors convexe comme limite simple de fonctions convexes ; elle est également continue car 1-lipschitizenne,.

### Centre de masse
Physiquement le centre d'inertie ou centre de masse d'un solide est un point relativement auquel l'effort demandé pour un mouvement de rotation est minimal. Dans le cadre euclidien, et en supposant qu'on a affaire à une distribution de masse discrète, le calcul correspondant consiste à chercher le minimum de fonction scalaire de Leibniz, qui est effectivement atteint au barycentre des points considérés.
Hermann Karcher (de) a proposé en 1973 une généralisation de ces considérations au cadre riemannien ; dans le cas des variétés de Hadamard elle jouit de propriétés particulièrement simples.
On munit une variété de Hadamard M d'une mesure de probabilité {\displaystyle \mu } et on appelle centre de masse un point {\displaystyle m_{0}\in M} qui réalise le minimum de l'application 
{\displaystyle F:m\mapsto {\frac {1}{2}}\int d(m,y)^{2}\mathrm {d} \mu (y)}
Pour que la construction ait un sens il faut supposer du moins que cette application n'est pas toujours de valeur infinie ; c'est le cas par exemple pour une mesure à support fini.
La fonction {\displaystyle F} est alors strictement convexe et présente donc un unique minimum. En conséquence, il y a un unique centre de masse, caractérisé par l'annulation du gradient de {\displaystyle F}, soit la relation
{\displaystyle \int \exp _{m_{0}}^{-1}(y)\mathrm {d} \mu (y)}
qui est, géométriquement parlant, la bonne généralisation de la formule de détermination du barycentre puisque l'application de l'exponentielle joue le rôle de la translation dans le cadre euclidien.
Les premières applications de la notion de centre de masse sont calquées sur celles de la géométrie affine, par exemple pour caractériser un segment géodésique, définir l'intérieur d'un triangle ou d'un simplexe géodésique.
Une autre application notable est la construction de suites régularisantes permettant d'approcher uniformément une application donnée à l'aide d'applications lisses. Cette construction peut être appliquée à une fonction {\displaystyle f:M\to N}
localement intégrable à valeurs dans une variété de Hadamard : pour chaque {\displaystyle h>0} on associe
à {\displaystyle f} une approximation {\displaystyle f_{h}} dont les valeurs se calculent en chaque point comme une sorte de moyenne locale des valeurs de {\displaystyle f}, effectuée par un calcul de centre de masse en chaque point.

### Conjecture de Cartan-Hadamard
Dans l'espace euclidien, on peut établir une inégalité isopérimétrique reliant le volume n-dimensionnel d'un domaine régulier {\displaystyle \Omega } et le volume n-1-dimensionnel (improprement qualifié d'aire) de son bord
{\displaystyle \partial \Omega }. Elle traduit le fait que la boule est le domaine qui demande le moins d'aire pour enserrer un volume donné. Formellement, cela prend la forme d'une minoration de l'« aire du bord » par une certaine expression du volume de l'intérieur, ce minorant étant justement l'expression rencontrée dans le cas d'une boule :
{\displaystyle |\partial \Omega |\geq \varphi _{n}(|\Omega |)} et pour une boule  {\displaystyle |\partial B|=\varphi _{n}(|B|)}
Par exemple pour un domaine du plan euclidien on a la relation {\displaystyle p^{2}\geq 4\pi S} entre périmètre et surface, et c'est une égalité dans le cas du disque.
On sait également résoudre le problème isopérimétrique dans les espaces hyperboliques, avec un
calcul explicite des volumes des boules. On obtient ainsi une inégalité avec une certaine fonction {\displaystyle \varphi _{n,k}} en notant {\displaystyle k} la courbure. On remarque enfin que cette fonction  {\displaystyle \varphi _{n,k}}
est décroissante selon {\displaystyle k}. Ce sont ces éléments qui poussent à formuler
- la conjecture de Cartan-Hadamard : pour une variété de Hadamard on a  encore {\displaystyle |\partial \Omega |\geq \varphi _{n}(|\Omega |)}
- la conjecture généralisée de Cartan-Hadamard : pour une variété de Hadamard ayant une courbure majorée par {\displaystyle k\leq 0} on a  encore {\displaystyle |\partial \Omega |\geq \varphi _{n,k}(|\Omega |)}
Les La conjecture ordinaire a été prouvée en 1984 pour la dimension 4, et en 1992 sous sa forme généralisée en dimension 3. Depuis plusieurs variantes ont été énoncées et établies. Il y a notamment une forme locale de la conjecture généralisée qui a été prouvée en dimension quelconque.

## Adjonction de points à l'infini

### Définition et propriétés d'incidence
On peut généraliser au cadre des variétés de Hadamard la notion de (demi-)droites parallèles asymptotes de la géométrie hyperbolique.
En effet, deux rayons géodésiques {\displaystyle \gamma _{1},\gamma _{2}} (munis d'un paramétrage normal) sont dits asymptotes lorsque la fonction de distance mutuelle {\displaystyle d(\gamma _{1}(t),\gamma _{2}(t))} reste bornée pour t positif. Elle est alors convergente par un argument de convexité.
On observe que la relation « être asymptote à » constitue une relation d'équivalence entre les rayons et on donne le nom de point à l'infini {\displaystyle \gamma (\infty )} à la classe d'équivalence du rayon {\displaystyle \gamma }.
Les propriétés d'incidence ressemblent en partie à celles de la géométrie projective : avec un point et un point à l'infini, on définit un unique rayon géodésique.
En revanche, quand il s'agit de joindre deux points à l'infini par une géodésique, c'est-à-dire de chercher une géodésique pour laquelle on impose la classe d'asymptotes aux deux bornes {\displaystyle \pm \infty }, il n'est pas toujours vrai qu'on puisse le faire, ni qu'il y ait unicité. Un contre-exemple simple et marquant est l'espace euclidien pour lequel les directions en {\displaystyle \pm \infty } sont opposées, donc ne peuvent pas être librement choisies. On peut également donner des exemples pour lesquels il y a existence et pas unicité, ou le contraire.
Cependant il y a des hypothèses assez simples sur la courbure qui permettent d'obtenir des résultats positifs.
L'unicité se produit assez fréquemment. En effet le défaut d'unicité peut être caractérisé géométriquement : si deux géodésiques distinctes sont asymptotes aux deux bornes, elles délimitent une bande qui est une sous-variété totalement géodésique de courbure nulle. En conséquence on peut trouver de nombreuses conditions qui impliquent l'unicité, par exemple le fait que la courbure sectionnelle soit toujours strictement négative.

### Propriété de visibilité
La question de l'existence de géodésiques « joignant » des points à l'infini est un objet d'étude intéressant et plus complexe que l'unicité. On dit que la variété possède la propriété de visibilité lorsqu'il est possible de joindre tout point à l'infini à tout autre par une géodésique.
On peut montrer différentes caractérisations de cette propriété. Notamment, il revient au même de demander que pour tout {\displaystyle \varepsilon >0}, il existe r tel que depuis un point de la variété, les géodésiques distantes de plus de r apparaissent 
sous un angle inférieur à {\displaystyle \varepsilon }.
Cette dernière formulation a l'avantage de permettre de bénéficier de propriétés de compacité pour certaines suites de géodésiques.
Si la courbure sectionnelle est majorée par une constante strictement négative, la propriété de visibilité est vérifiée. En réalité il y a dans ce cas existence et unicité de la géodésique joignant deux points à l'infini.

### Topologies associées

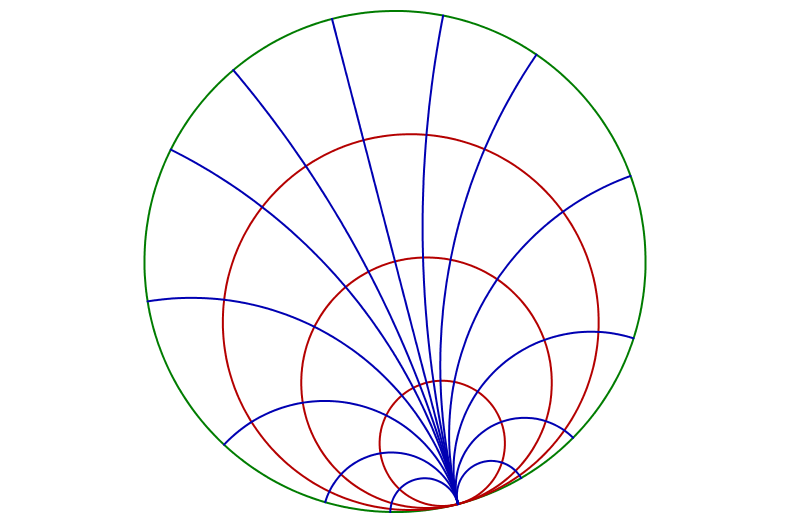
Les horocycles de la géométrie hyperbolique permettent de mesurer la proximité à un certain point à l'infini. En géométrie euclidienne, la figure équivalente est un demi-plan orthogonal à la direction du point à l'infini.

On peut définir plusieurs topologies intéressantes étendant la topologie de la variété de Hadamard {\displaystyle M} à l'espace obtenu en adjoignant l'ensemble des points à l'infini : {\displaystyle {\overline {M}}=M\cup M(\infty )}.
La topologie conique utilise une base de voisinages appelés cônes : le cône {\displaystyle C(p,x,\varepsilon )} est construit autour d'un axe : le rayon issu d'un point x (le sommet) et dirigé par un vecteur unitaire p. Il est formé en réunissant tous les rayons issus de x et formant un angle strictement inférieur à {\displaystyle \varepsilon } avec cet axe. Plus précisément on considère le cône tronqué, privé du sommet x, pour avoir une base de voisinages ouverts.
La topologie horocyclique est fondée sur une généralisation des horocycles de la géométrie hyperbolique, qui sont des sortes de sphères ou de boules limites basées en un point à l'infini. Ces ensembles sont introduits par le biais des fonctions de Busemann et constituent eux aussi une base de voisinages ouverts. En effet on peut prouver que pour deux géodésiques de la même classe asymptote {\displaystyle x\in M(\infty )}, la différence entre deux fonctions de Busemann est une constante. On peut donc définir des sphères limites et des boules limites depuis {\displaystyle x} par images réciproques par une des fonctions de Busemann associées.
Ces deux topologies ont en commun d'être une extension de la topologie sur la variété initiale {\displaystyle M}, pour laquelle {\displaystyle M} devient un ouvert dense dans {\displaystyle {\overline {M}}}. Elles permettent de donner une extension asymptotique continue aux notions de géodésique ou d'isométrie de {\displaystyle M} quand on les transporte dans {\displaystyle {\overline {M}}}. Dans le cas où la variété a la propriété de visibilité, on montre que dans tout cône on peut inclure une boule de la topologie horocyclique. Cette dernière est donc plus fine que la topologie conique.

## Isométries

### Classification
Une isométrie {\displaystyle h} d'une variété de Hadamard peut être classée dans une de ces trois catégories selon le comportement de la fonction de déplacement {\displaystyle \delta :m\mapsto d(m,h(m))} sur {\displaystyle M}
- {\displaystyle h} est une isométrie elliptique lorsque le déplacement atteint la valeur 0, donc quand il y a un point fixe dans la variété
- c'est une isométrie axiale quand le déplacement atteint une valeur minimale non nulle
- ou une isométrie parabolique quand le déplacement possède une borne inférieure non atteinte

On montre que dans le cas d'une isométrie axiale l'ensemble sur lequel le déplacement réalise un minimum est une union de géodésiques sur lesquelles  {\displaystyle h}  agit par translation : ce sont les axes de la transformation.
Les isométries peuvent être étendues de façon continue à {\displaystyle {\overline {M}}}. Les isométries axiales et paraboliques n'ayant pas de point fixe dans la variété, le théorème de Brouwer montre qu'il y en a nécessairement parmi les points à l'infini. Pour une isométrie parabolique, si {\displaystyle x\in M(\infty )} est un point fixe, les sphères limites basées en ce point sont conservées par l'isométrie.
Si la propriété de visibilité est vérifiée on peut être plus précis : les isométries paraboliques fixent exactement un point à l'infini, tandis que les isométries axiales en fixent deux x et y et une géodésique reliant ces deux points est invariante par translation. En conséquence, toujours dans le cas axial, soit l'axe est unique, soit il y a une bande plate entre deux axes joignant les mêmes x et y,.

### Sous-groupes d'isométries
Par le théorème de Cartan-Hadamard, toute variété complète de courbure négative est le quotient d'une variété de Hadamard par un sous groupe du groupe d'isométries, sans point fixe, ayant une action proprement discontinue. En sens inverse, en partant d'une variété de Hadamard, il est donc judicieux d'étudier les sous-groupes convenables du groupe des isométries. Il y a trois catégories de sous-groupes, qu'on peut distinguer en utilisant notamment deux critères 
- la présence ou non de point fixe commun à l'infini
- la présence ou non de points limites à l'infini : ce sont les points qui sont dans l'adhérence de l'orbite {\displaystyle \Omega _{p}=\{d(p),d\in D\}} (définition qui est indépendante du point {\displaystyle p\in M} choisi)
La situation la plus simple est celle des sous-groupes dits axiaux, c'est-à-dire qu'il existe un axe commun à tous les éléments du sous-groupe. Un tel groupe D est alors cyclique et infini. Il y a deux points fixes communs à l'infini, qui sont aussi les points limites à l'infini. La variété quotient {\displaystyle M/D}, qualifiée de variété axiale, est difféomorphe à un fibré vectoriel de base le cercle {\displaystyle S^{1}} (introduit comme le fibré normal d'une géodésique fermée de longueur minimale),.
Un sous-groupe D du groupe d'isométries, sans point fixe, ayant une action proprement discontinue, est dit parabolique lorsque tous les éléments de D ont en commun d'avoir un unique point fixe z, à l'infini ; c'est alors aussi l'unique point limite. On peut alors décrire la variété quotient {\displaystyle M/D}, qualifiée de variété parabolique, comme homéomorphe à un produit {\displaystyle F\times \mathbb {R} }, {\displaystyle F} étant l'hypersurface de niveau d'une fonction de Busemann pour une géodésique issue de z .
Les sous-groupes qui ne sont ni axiaux ni paraboliques sont qualifiés de fuchsiens ; dans  ce cas il n'y a pas de point fixe commun. Cependant l'ensemble limite {\displaystyle L(D)} contient une infinité de points.